# Szíriai labdarúgó-szövetség
Szíriai labdarúgó-szövetség (Arabul: الاتحاد السوري لكرة القدم, magyar átírásban: Ittihád asz-Szúri li-Kurat al-Kadam)

## Történelme
1939-ben alapították. A Nemzetközi Labdarúgó-szövetségnek 1937-től tagja. 1969-től az Ázsiai Labdarúgó-szövetség (AFC) tagja. Fő feladata a nemzetközi kapcsolatokon kívül, a  Szíriai labdarúgó-válogatott férfi és női ágának, a korosztályos válogatottak illetve a nemzeti bajnokság szervezése, irányítása. A működést biztosító bizottságai közül a Játékvezető Bizottság (JB) felelős a játékvezetők utánpótlásáért, elméleti (teszt) és cooper (fizikai) képzéséért.

## Elnökök
- Dr. Mua'tasem Gotog (–2010)